# Wohnungswesen
Das Wohnungswesen umfasst die Gesamtheit der Institutionen, Aktivitäten und Regelungen zur Versorgung der Bevölkerung mit Wohnraum. Dazu gehören die Wohnungsbestände, die Wohnungswirtschaft, die staatliche und kommunale Wohnungspolitik sowie die Haushalte als Bedarfsträger bzw. Nachfrager.